# Torna a Napoli
Pour plus de détails, voir Fiche technique et Distribution.
Torna a Napoli est un melodramma strappalacrime italienne réalisé par Domenico Gambino et sorti en 1949.
Il s'agit du premier film dans lequel joue l'acteur Nino Manfredi.

## Synopsis
Un jeune soldat américain, Francisco Marvasi, est sauvé d'une mort certaine par une jeune fille napolitaine, Lucia. Un sentiment intense naît entre eux. Francisco promet de revenir pour l'épouser, mais son père tente de l'en empêcher car le père de la jeune fille a tué un Marvasi plusieurs années auparavant. Lucia apprend ainsi l'histoire de son géniteur, toujours emprisonné, et, inquiétée par de mauvaises langues, croit que Francisco l'a abandonnée. Alors qu'elle s'apprête à se fiancer à un jeune homme du village, les deux pères se rencontrent et l'histoire des deux jeunes gens se termine bien.

## Fiche technique
- Titre original : Torna a Napoli[1] (litt. « Retour à Naples »)
- Réalisation : Domenico Gambino
- Scénario : Domenico Gambino
- Photographie : Edoardo Lamberti
- Montage : Guido Bertoli
- Musique : Ulisse Siciliani
- Sociétés de production : Central Film
- Pays de production :  Italie
- Langue originale : italien
- Format : Noir et blanc - son mono
- Durée : 81 minutes
- Genre : Melodramma strappalacrime
- Dates de sortie : 
  - Italie : 1949 (visa délivré le 7 septembre 1949)[1]

## Distribution
- Nino Manfredi : Francisco Marvasi
- Maria D'Ayala : Lucia
- Carlo Lombardi : Domingo
- Marina Bonfigli : Mimì
- Paola Barbara Adriana
- Carletto Sposito : Vittorio
- Leopoldo Valentini : Alberto
- Vittorio Duse : Vincenzino
- Italia Marchesini : Gina
- Renato Terra : Nino
- Mimì Ferrari
- Jaki Gambino
- Silvana Jachino
- Vincenzo Mazzola
- Pino Serpe
- Paolo Vinci

## Production
Dans une anecdote amusante de l'émission Maurizio Costanzo Show, l'acteur raconte les différents stratagèmes proposés par le réalisateur et l'équipe pour cacher la condensation de l'haleine. Tourné quelques jours avant Noël, le film se déroule en plein été. En raison de la rigueur du climat, tout le monde émet une haleine de condensation dans les scènes d'extérieur. Pour maintenir la fiction, l'acteur raconte qu'ils ont d'abord essayé de se mettre des glaçons sur la bouche, de cracher juste avant le clap, puis de se mettre à fumer des cigarettes, afin de confondre la fumée avec la condensation.